# 迦陵学舍

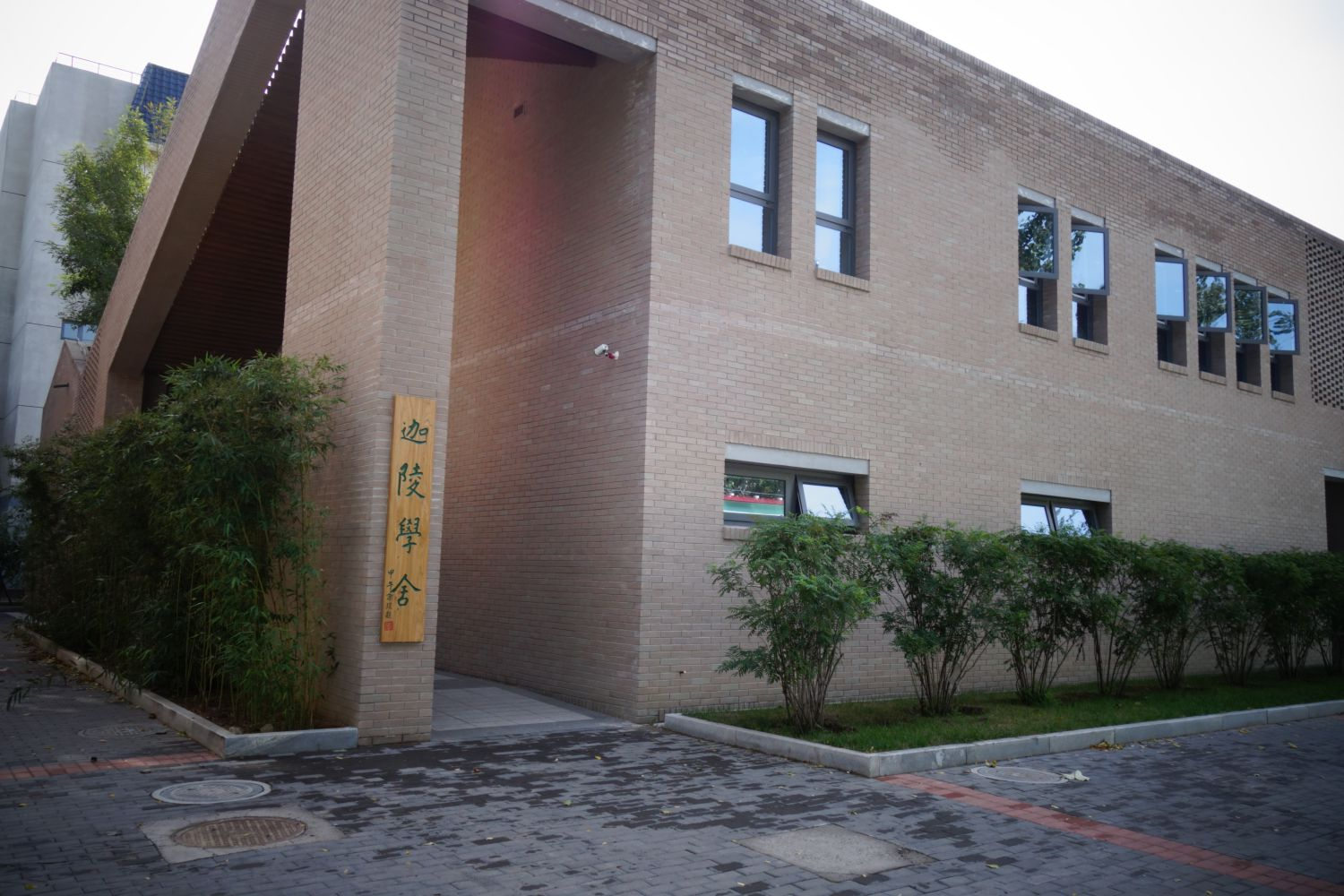
南开大学迦陵学舍

迦陵学舍，位于天津市南开区卫津路94号南开大学八里台校区内，是南开大学为叶嘉莹（迦陵為其號）修建的居所，毗邻数学家陈省身先生的故居宁园和思源堂。2015年10月17日，迦陵学舍在南开大学96年校庆日当天正式启用。
2024年11月25日，叶嘉莹逝世后，南开大学、天津大学众多师生到迦陵学舍献花悼念。